# Elhadji Abdou-Saleye
Pour les articles homonymes, voir Abdou.
 (juillet 2013).
Si vous disposez d'ouvrages ou d'articles de référence ou si vous connaissez des sites web de qualité traitant du thème abordé ici, merci de compléter l'article en donnant les références utiles à sa vérifiabilité et en les liant à la section « Notes et références ».
Elhadji Abdou-Saleye (15 avril 1928 à Zinder - 3 août 2006 à Niamey) est un ambassadeur et un homme politique nigérien.

## Carrière
Elhadji Abdou-Saleye a été sous-préfet de Tchintabaraden et Maine Soroa de 1964 à 1974, consul du Niger à Kano du 25 juillet 1974 au 30 novembre 1977, puis ambassadeur du Niger dans les pays africains suivants :
- au Sénégal depuis le 3 février 1978
- en Mauritanie depuis le 11 août 1978
- en Guinée-Bissau depuis le 10 octobre 1978
- au Maroc depuis le 30 octobre 1978
- au Cap-Vert depuis le 13 novembre 1978
- en Gambie depuis le 15 janvier 1979

## Décorations
- Grand commandeur de l'ordre national du Niger
- Chevalier de l'ordre du Mérite du Niger
- Commandeur de l'ordre du Lion du Sénégal
- Diplôme d'honneur de la Croix Rouge